# Germano Longo
Germano Longo, Pseudonym Herman Lang und Grant Laramy (* 24. Mai 1933 in Poggiardo; † 14. Juli 2022 in Rom) war ein italienischer Schauspieler.

## Leben
Longo besuchte das Centro Sperimentale di Cinematografia und verließ es 1955 mit dem Schauspieldiplom. Im selben Jahr debütierte er in seiner einzigen Hauptrolle. Die Rache der roten Göttin wurde in Venezuela gedreht. Bis in die 1970er Jahre hinein, intensiv bis 1969, spielte er in zahlreichen Filmen den Gegenpart des Helden oder andere gewichtige Nebenrollen, vor allem in abenteuerlichen Stoffen, in Sandalenfilmen und Western. Dabei wurde er auch unter den fremdsprachigen Pseudonymen Herman Lang und Grant Laramy geführt. Bemerkenswerte Ausnahmen von diesen Kommerzproduktionen waren z. B. I girasoli von Vittorio De Sica 1969. Ab Mitte der 1960er Jahre wurde Longo auch von Fernsehschaffenden wie Guglielmo Morandi (1960 für Un’impronta dall’aldilà), Camillo Mastrocinque (1965 für Le avventure di Laura Storm) oder Leonardo Cortese (1966 für Luisa Sanfelice) engagiert. Ein weiteres Betätigungsfeld Longos war die Synchronisation fremdsprachiger Filme für den italienischen Markt, als Sprecher ebenso wie als Regisseur. Seit 1981 war Longo nicht mehr als Darsteller aktiv, bis er 2012 im Film Tutto tutto niente niente und 2014 in einer Episode der Fernsehserie Che Dio ci auiti einen Gastauftritt hatte.
1997 war er mit Piero Abrate Ko-Autor des Buches Cento anni di cinema in Piemonte. Zwei Jahre später erschien sein erster Roman, Anni di vetro scuro.

## Filmografie (Auswahl)
- 1955: Die Rache der roten Göttin (La grande savana)
- 1956: Saragossa (Orlando e i paladini di Francia)
- 1958: Aphrodite – Göttin der Liebe (Afrodite, dea dell'amore)
- 1958: Der Korsar von Monte Forte (Il pirata dello sparviero nero)
- 1958: Siegfried – Die Sage der Nibelungen (Sigfrido)
- 1959: Die Liebesnächte der Lucrezia Borgia (Le notti di Lucrezia Borgia)
- 1960: Die Abenteuer der Totenkopf-Piraten (Il terrore dei mari)
- 1961: Die korsischen Brüder (I fratelli corsi)
- 1961: Maciste, der Sohn des Herkules (Maciste nella terra dei ciclopi)
- 1961: Piratenkapitän Mary (Le avventure di Mary Read)
- 1961: Romulus und Remus (Romolo e Remo)
- 1961: Der schwarze Brigant (Il segreto dello sparviero nero)
- 1961: Tödliche Rache (Una spada nell'ombra)
- 1962: Die gewaltigen Sieben (Maciste il gladiatore più forte del mondo)
- 1962: Robin Hood – Der Löwe von Sherwood (Il trionfo di Robin Hood)
- 1962: Sklaven der Semiramis (Io Semiramide)
- 1964: Revanche für Spartacus (La vendetta di Spartacus)
- 1964: Tribun und Verschwörer (Gli schiavi più forti del mondo)
- 1965: Adios Gringo (Adiós gringo)
- 1965: Stirb aufrecht, Gringo! (La colt è la mia legge)
- 1966: Die Mörderklinik (La lama nel corpo)
- 1966: Die unerbittlichen Fünf (I cinque della vendetta)
- 1968: Das Mädchen, das nicht ja sagen konnte (Tenderly)
- 1968: Zum Abschied noch ein Totenhemd (Vendi cara la pelle)
- 1969: 20.000 dollari sporchi di sangue
- 1970: Sonnenblumen (I girasoli)
- 1974: Bittere Liebe (Amore amaro)
- 1981: Deshalb machen wir nicht Harakiri (…e noi non faremo karakiri)